# الزواج عند العرب في الجاهلية
كان الزواج المألوف والمُتعارف عليه عند السواد الأعظم من العرب ما قبل الإسلام من أهل الحواضر والبادية، هو «نكاح الصَّدَاق» أو نكاح البعولة، وهو الزواج القائم على الخطبة والمهر والإيجاب والقبول، أي أن يخطب الرجل إلى الرجل ابنته أو وليته ويُعين لها صَداقها ثم يَعقدُ عليها، وكانت قريش ومجمل قبائل العرب على هذا المذهب من الزواج، لشدة اهتمامهم بالأنساب وحفظهم له، وهو الزواج الذي أقره الإسلام. وكان العرب في الجاهلية لا يقرون زواجًا ولا يعترفون بشرعيته إذا لم يُدفع فيه مَهرًا - صَداقًا - وكل زواج خالف ذلك عُدَّ بغيًا وسِفاحًا وزنًا عندهم، ذلك أن المهر كان عندهم علامة شرف المرأة وأنها حرة مُحصنة ولها كامل الحقوق، وكانوا يرون في هذا الزواج كرمًا خلقيًا، ويرون فيما يخالفه لؤمًا ومدعاة للعار.
عدا عن ذلك، أشار أهل الأخبار وبعض المرويات إلى بعض الأوجه الأخرى من العلاقات الجنسية ما قبل الإسلام، وهي تنقسم إلى نوعين، ما يدخل في نطاق النكاح، أي الزواج الذي كان مشروعًا آنذاك - وما يدخل في نطاق السفاح، وهو الزنا والبغاء والدعارة، أمّا الداخل في نطاق الزواج، فكان على أوجه، منه: نكاح المقت، ونكاح البدل ونكاح الشغار، ونكاح الظعينة، ونكاح المتعة، وأمّا الداخل في نطاق السفاح، فينقسم إلى نوعين، منه سفاح لا يدخل في نطاق البغاء، وهو الخِدن، ومنه ما يدخل في دائرة البغاء، وهو: الاستبضاع وأصحاب الرايات والرهط، وجاء في حديث عائشة بنت أبي بكر إشارة إلى ثلاثة أنواع منها، هي الاستبضاع والرهط وأصحاب الرايات.

## أنواع النكاح

### نكاح البعولة
نكاح الصَّدَاق أو نكاح البعولة، وهو الزواج القائم على الخطبة والمهر والإيجاب والقبول، أي أن يخطب الرجل إلى الرجل ابنته أو وليته ويُعين لها صَداقها ثم يَعقدُ عليها، وكانت قريش ومجمل قبائل العرب على هذا المذهب من الزواج، لشدة اهتمامهم بالأنساب وحفظهم له، وهو الزواج الذي أقره الإسلام. وكان العرب في الجاهلية لا يقرون زواجًا ولا يعترفون بشرعيته إذا لم يُدفع فيه مَهرًا - صَداقًا - وكل زواج خالف ذلك عُدَّ بغيًا وسِفاحًا وزنًا عندهم، ذلك أن المهر كان عندهم علامة شرف المرأة وأنها حرة مُحصنة ولها كامل الحقوق، وكانوا يرون في هذا الزواج كرمًا خلقيًا، ويرون فيما يخالفه لؤمًا ومدعاة للعار. والأصل في المهر عند العرب في الجاهلية هو دفعه للمرأة، وهناك من كان يبالغ في الصداق ونهى الإسلام عن ذلك، وهناك من كان يعطي ابنته فوق الصداق إكرامًا لها، وهناك من كان يأكل صداق ابنته وهو ما نهى عنه الإسلام. وليس للمهر حد معلوم عند العرب ما قبل الإسلام، وهو مرتبط على الاتفاق بين الطرفين.

### نكاح المقت
نكاح المقت أو نكاح الضيزن، هو أن يخلف الرجل امرأة أبيه إذا طلقها الأخير أو مات عنها، وكان ممقوتًا عند العرب وسموه «نكاح المقت» وأطلقوا على من يزاحم أبيه في امرأته «الضيزن»، وعلى من يُولد من هذا الزواج «المقيت».

### نكاح البدل
نكاح البدل أو المبادلة، وهو أن يُبدّل الرجلان زوجتيهما بشكل دائم، ويكون بلا صَداق، ولا يكون للمرأة الحرة، بل يقع للإماء أو من كانت تعامل معاملة التركة، كالجواري وغيرهن.

### نكاح الشغار
نكاح الشِّغار، هو نكاح - زواج - بلا صَداق، يُزوّج فيه الرجل ابنته أو وليته على أن يُزوجه الآخر ابنته ووليته بلا صَداق.

### نكاح الظعينة
نكاح الظعينة، هو نكاح - زواج - بلا صَداق، يقع للمرأة إذا وقعت في الأسر وأصبحت سبية، لسابيها الزواج بها دون خطبة أو صداق ولم يكن لها الحق أن ترفض ذلك، لما تعارف عند الأمم قديمًا من استباحة حقوق الإنسان عند استرقاقه.

### نكاح المتعة
نكاح المتعة، هو نكاح - زواج - إلى أجل بلا خطبة ولا صَداق، فإذا انقضى انفسخ العقد ووقعت الفرقة. وفي هذا النوع من الزواج كما بقية الأنواع عدة على المرأة أن تلزمها قبل الاقتران برجل آخر.

## أنواع السفاح

### البغاء والزنا

#### الاستبضاع
الاستبضاع أو المباضعة، هو سفاح لا نكاح، يقع لغير الحرة بهدف التجارة في أغلب الأحيان، وهو أن يقول رجل لأمته بعد أن تطهر من الطمث، أن تستبضع من رجل يُسميه، لتحمل منه ولا يمسها صاحبها حتى يتبين حملها من ذلك الرجل الذي تستبضع منه، وكان من يفعل ذلك يرغب بنجابة الولد أو قوته أو شجاعته وشدته، فكان يرسل أمته أو زوجته إلى رؤوس القوم لتستبضع منهم. ولم يرد في تاريخ العرب حرة استبضعت أو علمًا من أعلامهم ولد من استبضاع، بل كان الاستبضاع منتشرًا بين الإماء، ليلدن لمالكهن رجال أقوياء يكونون في يمينه ومُلكه، إن شاء احتفظ بهم واستخدمهم في بيته وملكه وإن شاء باعهم وربح منهم. وعرف الاستبضاع في أكثر من ملة.

#### أصحاب الرايات
أصحاب الرايات، سفاح أشار إليه أهل الأخبار وأطلق عليه البعض خطأ مصطلح «نكاح أصحاب الرايات» رغم أنه نوع من أنواع البغاء لا يقع من حرة أو ذات شرف أو نجابة، وقد سُمي نتيجة نصب البغايا رايات حمراء على أبوابهن تكون علمًا يشير إلى مهنتهن، فيجتمع من يجتمع ويدخل على البغي منهن فلا تمنع من جاءها، فإذا حملت إحداهُن ووضعت حملها، جمعوا لها ودعوا لها القافة، وهم الذين يُشبهون الناس ويعرفون هذا ابن مَن مِن ملامحه وعلامات جسده، ثم ألحقوا ولدها بالذي يرون منهم، فيستحلقه به، ودعي ابنًا له.

#### الرهط
الرهط، سفاح أشار إليه أهل الأخبار وأطلق عليه البعض خطأ مصطلح «نكاح الرهط» رغم أنه نوع من أنواع البغاء وهو يدخل في نطاق تعدد الأزواج إذا كان زواجًا لا سفاحًا ولم يعرف عند العرب أن انتشر بينهم تعدد الأزواج للمرأة الواحدة بخلاف تعدد الزوجات. و«سفاح الرهط»، هو أن يجتمع رهط ما دون العشرة، يدخلون على امرأة يُصيبونها وذلك برضى منها ومنهم، فإذا حملت ووضعت أرسلت إليهم جميعهم ليجتمعوا عندها واختارت أحدًا منهم ونسبت مولودها إليه أمامهم ولا يستطيع الرجل أن يمتنع من ذلك، فيُلحق به ولدها، وقيل أن ذلك كان يحدث إذا كان المولود ذكرًا، أمّا إن كانت بنتًا فلم تكن تُرسل الرهيطةُ - أي صاحبة الرهط - وراء الرهط الذين أصابوها، لخوفها من وأدها لما عُرف من كراهتهم للبنات. ولم يكن هذا السفاح يقع من امرأة حرة أو ذات شرف أو نجابة، ولم يرد في كتب التاريخ علمًا من أعلام العرب وُلِد نتيجة سفاح الرهط بسبب كراهتم للزنا وعدم مشروعيته لديهم وبسبب ما يترتب على ذلك من خلاف على أبوة المولود، إذ يستحيل بهِ إثبات أبوة الوالد للمولود.

#### المضامدة
المضامدة، وهو اتخاذ المرأة خليلًا لها أو خليلين، غير زوجها. وفي المعاجم اللغوية، الضماد هو أن تصاحب المرأة اثنين أو ثلاثة، لتأكل عند هذا وذاك في أوقات القحط. واعتبر العرب هذا من ضروب الخيانة من المرأة. وقد أنشد أبو ذؤيب الهذلي، الشاعر الجاهلي المعروف:
ويُزعم أنه ألقى البيت السابق لمّا أشركت زوجته معه ابن عمه «خالد بن زهير»، وقال: «إني رأيت الضمد شيئًا نكرًا». وقال أيضًا في هذه الحادثة:

### المساكنة

#### الخدن
المُخادِنَة، علاقة مساكنة بالمصطلح المعاصر، وهي ارتباط شخصين بطريقة غير رسمية، أشار إليه أهل الأخبار وأطلق عليه البعض خطأ مصطلح «نكاح الخدن» رغم أنه ليس نكاحًا - أي زواجًا - لا صداق فيه ولا خطبة ولا عِدّة وإن كان به إيجاب وقبول بين الطرفين، وهو أن تتخذ امرأة خليلًا لها في السِّر، ويكون ذلك باتفاق ورضى بينهما، وفيها ما ذكر في القرآن: «ولا متخذات أخدان»، وكان مقبولًا عند العرب وإن كانوا يرونه سِفاحًا، شرط ألا يُجهر به لأنهم كانوا يعيبون الإعلان عنه ويرون في ذلك لؤمًا لما عُرف عنهم من كراهتهم للزنا.